# IC 802
IC 802 је појединачна звијезда у сазвјежђу Змај која се налази на листи објеката дубоког неба у Индекс каталогу.
Деклинација објекта је + 74° 18' 7" а ректасцензија 12h 35m 57,6s.